# Уонета (Флорида)
Уонета (англ. Wahneta) — статистически обособленная местность, расположенная в округе Полк (штат Флорида, США) с населением в 4731 человек по статистическим данным переписи 2000 года.

## География
По данным Бюро переписи населения США статистически обособленная местность Уонета имеет общую площадь в 6,22 квадратных километров, водных ресурсов в черте населённого пункта не имеется.
Статистически обособленная местность Уонета расположена на высоте 40 м над уровнем моря.

## Демография
По данным переписи населения 2000 года в Уонетe проживало 4731 человек, 1050 семей, насчитывалось 1342 домашних хозяйств и 1464 жилых дома. Средняя плотность населения составляла около 760,61 человек на один квадратный километр. Расовый состав населённого пункта распределился следующим образом: 70,20 % белых, 1,01 % — чёрных или афроамериканцев, 0,57 % — коренных американцев, 0,02 % — азиатов, 2,11 % — представителей смешанных рас, 26,08 % — других народностей. Испаноговорящие составили 47,26 % от всех жителей статистически обособленной местности.
Из 1342 домашних хозяйств в 43,1 % воспитывали детей в возрасте до 18 лет, 51,9 % представляли собой совместно проживающие супружеские пары, в 16,1 % семей женщины проживали без мужей, 21,7 % не имели семей. 14,1 % от общего числа семей на момент переписи жили самостоятельно, при этом 5,4 % составили одинокие пожилые люди в возрасте 65 лет и старше. Средний размер домашнего хозяйства составил 3,53 человек, а средний размер семьи — 3,79 человек.
Население статистически обособленной местности по возрастному диапазону по данным переписи 2000 года распределилось следующим образом: 33,9 % — жители младше 18 лет, 13,4 % — между 18 и 24 годами, 29,3 % — от 25 до 44 лет, 17,0 % — от 45 до 64 лет и 6,4 % — в возрасте 65 лет и старше. Средний возраст жителей составил 26 лет. На каждые 100 женщин в Уонетe приходилось 121,4 мужчин, при этом на каждые сто женщин 18 лет и старше приходилось 120,8 мужчин также старше 18 лет.
Средний доход на одно домашнее хозяйство статистически обособленной местности составил 22 349 долларов США, а средний доход на одну семью — 26 339 долларов. При этом мужчины имели средний доход в 19 568 долларов США в год против 16 364 доллара среднегодового дохода у женщин. Доход на душу населения статистически обособленной местности составил 22 349 долларов в год. 24,6 % от всего числа семей в населённом пункте и 29,1 % от всей численности населения находилось на момент переписи населения за чертой бедности, при этом 37,7 % из них были моложе 18 лет и 15,6 % — в возрасте 65 лет и старше.